# (7025) 1993 QA
1993 كيو أي (ويعرف أيضًا باسم (7025) 1993 كيو أي وفق تسمية الكوكب الصغير) (بالإنجليزية: 1993 QA)‏ هو كويكب ضمن حزام الكويكبات؛ وترتيبه 7025 من حيث الاكتشاف.
اكتُشف هذا الجُرم الفلكي بواسطة سبيس واتش في 16 أغسطس 1993.

## وصلات خارجية
- (7025) 1993 QA في قاعدة بيانات مختبر الدفع النفاث لأجرام النظام الشمسي الصغيرة

- الاكتشاف · مخطط المدار ·  العناصر المدارية · المعلمات المادية

- (7025) 1993 QA على موقع ويكي سكاي: DSS2, SDSS, GALEX, IRAS, Hydrogen α, X-Ray, Astrophoto, Sky Map, Articles and images